# Lost (sæson 2)
Den anden sæson af den amerikanske tv-serie Lost består af 23 afsnit, hvoraf finaleafsnittet tilsvarer to regulære afsnits længde. Den gik i luften i USA og Canada 21. september 2005 og sluttede 24. maj 2006. Anden sæson blev i Danmark sendt på Kanal 5 fra 9. januar 2006 til 19. juni, samme år. Sæson fortsætter historien om en gruppe på over 40 mennesker, der overlever et flystyrt og strander på en mystisk stillehavsø. Fiktionelt finder historien sted mellem 4. og 27. november 2004. Producerne har fortalt at første sæson handler om de overlevende af Oceanic Flight 815, mens anden sæson handler om Dharma Initiatives station på øerne fra 1980'erne, som de overlevende kalder The Hatch.
Anden sæson blev sendt onsdage kl. 21 i USA på American Broadcasting Company. Udover de originale 23 afsnit, blev der også sendt tre clipshows, kaldt "Destination Lost," "Lost: Revelation" og "Lost: Reckoning." Sæsonen blev udgivet på en 7-disk dvd 5. september 2006 af Buena Vista Home Entertainment, under navnet "Lost: The Complete Second Season – The Extended Experience."

## Produktion
Anden sæson blev produceret af Touchstone Television (nu ABC Studios), Bad Robot Productions og Grass Skirt Productions, og blev sendt på American Broadcasting Company i USA, og Kanal 5 i Danmark. Producerne var medskaber J.J. Abrams, medskaber Damon Lindelof, Bryan Burk, Jack Bender og Carlton Cuse. Forfatterstaben bestod af Lindelof, Cuse, Steven Maeda, Javier Grillo-Marxuach, Edward Kitsis, Adam Horowitz, Leonard Dick, Jeph Loeb, Craig Wright, Elizabeth Sarnoff og Christina M. Kim. De regulære instruktører var Bender, Stephen Williams, Paul Edwards and Eric Laneuville. Lindelof og Cuse fungerede som show runners.

## Casting
Anden sæson havde femten roller med stjernestatus, hvoraf tolv også spillede med i 1. sæson. Karaktererne er sorteret efter status og det antal episoder, karakteren medvirker i. Matthew Fox spillede Jack Shephard, de overlevendes leder.  Terry O'Quinn portrætterede "troens mand" John Locke. Jorge Garcia spillede Hugo "Hurley" Reyes, der ofte fungerer som det komiske islæt. Josh Holloway portrætterede bondefangeren James "Sawyer" Ford, mens Evangeline Lilly spillede flygtningen Kate Austen. Michelle Rodriguez spillede lederen af de overlevende fra halesektionen, Ana-Lucia Cortez. Daniel Dae Kim portrætterede den ikke-engelsktalende Jin Kwon. Naveen Andrews stillede op som den tidligere irakiske soldat Sayid Jarrah. Dominic Monaghan spillede narkomanen Charlie Pace, der var på vej ud af sit misbrug. Cynthia Watros spillede den overlevende fra halesektionen Libby. Adewale Akinnuoye-Agbaje portrætterede den tidligere narkobaron, nu præst, Mr. Eko. Yunjin Kim portrætterede Sun Kwon, Jins engelsktalende kone. Emilie de Ravin spillede den nybagte mor Claire Littleton. Harold Perrineau portrætterede Michael Dawson, hvis søn blev kidnappet af De Andre. Maggie Grace spillede Shannon Rutherford, der stadig kæmpede med hendes brors, Boones, død.
Malcolm David Kelley, der portrætterede Walt Lloyd, Michaels søn, modtog kun stjernekredit i de episoder han spillede med i. Det tidligere medlem af hovedrollebesætningen Ian Somerhalder returnerede med speciel gæstestjerne-kredit som Boone Carlyle.
Anden sæson indeholdt flere gæstestjerner. Michael Emerson portrætterede en mand, der kaldte ham selv Henry Gale, der mistænkes for at være en af De Andre, en gruppe af indfødte på øen, der terroriserer de overlevende. L. Scott Caldwell returnerede som Rose Henderson, mens Sam Anderson sluttede sig til rollebesætningen som hendes mand, Bernard Nadler. Kimberley Joseph spillede stewardessen Cindy Chandler. Henry Ian Cusick portrætterede Desmond Hume, en mand der har levet i Lugen i tre år. M.C. Gainey spillede den af De Andre, der hed Tom, og Tania Raymonde spillede den af De Andre, der hed Alex. John Terry spillede med i flere flashbacks som Jacks far, Christian Shephard. François Chau spillede med i orienteringsfilm for Dharma Initiative. Clancy Brown medvirkede som Desmonds kompagnon i Lugen, Kelvin Inman.

## Modtagelse
Anden sæson blev nomineret til ni Emmy-priser, herunder for skrivearbejdet, instrueringen og gæsteoptrædener, men vandt ingen. Sæsonen vandt heller ikke noget ved Golden Globe hvor den var nomineret i kategorierne "drama" og "kvindelig hovedrolle." DVD-udgivelsen indtog førstepladsen på salgslisterne, hvor mere end 500.000 kopier blev solgt første dag. På Amazon.com var den syvende bedst sælgende dvd i 2006. Sæsonpremieren havde 23,47 millioner amerikanske seere, og sæsonen som helhed havde 15,5 millioner seere per afsnit, i gennemsnit.
I Danmark så gennemsnitligt 51.000 hvert afsnit af anden sæson. Det gør anden sæson til den næstmest sete i Danmark, efter første sæson, der havde godt 80.000 seere i gennemsnit. Til sammenligning har flere danske serier på public service-kanalerne til tider over en million danske seere.

## Afsnit
"Serie #" refererer til episodens nummer set over alle sæsoner, hvorimod "Episode #" refererer til episodens nummer i denne specifikke sæson. "Hovedperson(er)" refererer til episodens hovedperson(er), hvis baggrundshistorie vises gennem flashbacks. Anden sæson varer i alt 1056 minutter.
| Serie # | Sæson # | Titel                          | Instruktør        | Forfatter(e)                            | Hovedperson(er)          | Original sendedato |
| 25 | 1       | "Man of Science, Man of Faith" | Jack Bender       | Damon Lindelof                          | Jack                     | 21. september 2005 |
| Jack, Kate og Locke efterforsker lugen og finder Desmond - en mand der lever dernede. Shannon ser Walt i junglen. I flashbacks opererer Jack den kvinde, der senere bliver hans kone. han møder Desmond under en motionstur på en stadion. |         |                                |                   |                                         |                          |                    |
| 26 | 2       | "Adrift"                       | Stephen Williams  | Steven Maeda & Leonard Dick             | Michael                  | 28. september 2005 |
| Michael, Jin og Sawyer flyder tilbage til øen, med strømmen, hvor de konfronteres af en gruppe de mener er The Others. I lugen tvinger Desmond Locke til at indtaste 4 8 15 16 23 42 ind i computeren. I flashbacks ses Michael miste faderretten over sin to-årige søn, Walt. |         |                                |                   |                                         |                          |                    |
| 27 | 3       | "Orientation"                  | Jack Bender       | Javier Grillo-Marxuach & Craig Wright   | Locke                    | 5. oktober 2005    |
| Jack og Locke opdager at lugen er en station bygget i 1980'er-stil, med det formål at kontrollere en elektromagnetisk anormalitet på øen, og erfarer at den blev bygget af Dharma Initiative; Et videnskabeligt forskerteam. Michael, Sawyer og Jin finder ud af, at dem de troede var The Others er de overlevende fra flyets haleparti. Flashbacks viser Lockes kamp mod dels hans far og dels hans forhold til Helen. |         |                                |                   |                                         |                          |                    |
| 28 | 4       | "Everybody Hates Hugo"         | Alan Taylor       | Edward Kitsis & Adam Horowitz           | Hurley                   | 12. oktober 2005   |
| Halepartiets overlevende bringer Michael, Sawyer og Hurley til en efterladt Dharma-station. Hurley får til opgave at administrere alt det mad fundet i The Swan-stationen. I flashbacks ses Hurleys bedste ven svigte Hurley efter han har vundet lotteriet. |         |                                |                   |                                         |                          |                    |
| 29 | 5       | "...And Found"                 | Stephen Williams  | Carlton Cuse & Damon Lindelof           | Sun & Jin                | 19. oktober 2005   |
| Michael løber sin vej for at lede efter Walt, og Jin og Mr. Eko følger efter og ser The Others. Sun leder efter sin vielsesring. Flashbacks viser Sun og Jins liv kort forinden de møder hinanden. |         |                                |                   |                                         |                          |                    |
| 30 | 6       | "Abandoned"                    | Adam Davidson     | Elizabeth Sarnoff                       | Shannon                  | 9. november 2005   |
| Shannon tror hun ser Walt på øen og begynder en eftersøgning. Med Sawyer nær døden, beslutter Ana Lucia og de andre overlevende fra halepartiet at vandre mod midtersektionens lejr. I den tro at Shannon var en Other skyder Ana Shannon. I flashbacks ses begivenhederne efterfølgende Shannons fars død. |         |                                |                   |                                         |                          |                    |
| 31 | 7       | "The Other 48 Days"            | Eric Laneuville   | Damon Lindelof & Carlton Cuse           | Halepartiets overlevende | 16. november 2005  |
| The afsløres hvad der skete med halepartiets overlevende i løbet af de første 48 dage på øen, hvor The Others over flere nætter infilterede de overlevende af flystyrtet. |         |                                |                   |                                         |                          |                    |
| 32 | 8       | "Collision"                    | Stephen Williams  | Javier Grillo-Marxuach & Leonard Dick   | Ana Lucia                | 23. november 2005  |
| Mr. Eko bærer Sawyer til lugen for medicinsk undersøgelse. Halepartiets overlevende genforenes med dem fra midtersektionen. Ana Lucia tænker tilbage på da hun var politibetjent, og klodblodigt dræbte den mand der myrdede hendes ufødte barn. |         |                                |                   |                                         |                          |                    |
| 33 | 9       | "What Kate Did"                | Paul Edwards      | Steven Maeda & Craig Wright             | Kate                     | 30. november 2005  |
| Kate tager sig af en såret Sawyer. Efter Eko og Locke er advaret om ikke at bruge computeren til andet end alarmen, bruger Michael den til at kommunikere med hvem han tror er Walt. Flashbacks viser Kates oprindelige kriminelle handling: Hun sprang huset og sin biologiske far i luften. |         |                                |                   |                                         |                          |                    |
| 34 | 10      | "The 23rd Psalm"               | Matt Earl Beesley | Carlton Cuse & Damon Lindelof           | Mr. Eko                  | 11. januar 2006    |
| Charlie tager Mr. Eko til narkosmuglernes fly, hvori Mr. Eko finder sin brors lig. Charlie bringer flere af de heorinindholdende statuer med sig, og Claire mister tillid til Charlie. I flashbacks ses Mr. Eko som en frygtet og magtfuld mand i Nigeria, hvor han ser sin bror blive dræbt og ende på det selvsamme beechcraft som er styrtet ned på øen. |         |                                |                   |                                         |                          |                    |
| 35 | 11      | "The Hunting Party"            | Stephen Williams  | Elizabeth Sarnoff & Christina M. Kim    | Jack                     | 18. januar 2006    |
| Michael forlader Svanen i søgen efter Walt. Jack, Locke og Sawyer følger efter og konfronteres om natten af The Others. I flashbacks forlader Jacks kone ham til fordel for en anden mand. |         |                                |                   |                                         |                          |                    |
| 36 | 12      | "Fire + Water"                 | Jack Bender       | Edward Kitsis & Adam Horowitz           | Charlie                  | 25. januar 2006    |
| Charlie har en drøm hvori Aaron udsættes for farer, og han mener babyen bør døbes. Claire væmmes ved Charlie og Locke flytter heorinstatuerne til Svanen. I flashbacks ses Charlie og hans band forsøge at genvinde deres berømmelse. |         |                                |                   |                                         |                          |                    |
| 37 | 13      | "The Long Con"                 | Roxann Dawson     | Steven Maeda & Leonard Dick             | Sawyer                   | 8. februar 2006    |
| Efter Suns overfald opbygges der spænding mellem Jack, Locke, Kate og Ana Lucia omkring opbevaringen af våbnene. Det afsløres at Sawyer og Charlie har svindlet dem alle, for at Sawyer kan få kontrol over våbnene og så Charlie kan få hævn over Locke. I flashbacks svindler Sawyer modvilligt en kvinde han udvikler følelser for. |         |                                |                   |                                         |                          |                    |
| 38 | 14      | "One of Them"                  | Stephen Williams  | Damon Lindelof & Carlton Cuse           | Sayid                    | 15. februar 2006   |
| Rousseau leder Sayid til en mand hun tror er en af The Others. Sayid vender tilbage til sin rolle som torturbøddel for at få informationer ud af "Henry Gale," som ligeledes Sayid mistænker for at være en Other. I flashbacks torturerer Sayid en fange for første gang. |         |                                |                   |                                         |                          |                    |
| 39 | 15      | "Maternity Leave"              | Jack Bender       | Dawn Lambertsen Kelly & Matt Ragghianti | Claire                   | 1. marts 2006      |
| Da Aaron bliver syg drager Claire, Kate og Rousseau til hvor Claire blev holdt fanget - en efterladt Dharma-station - i håb om at finde en vaccine. Jack og Locke diskuterer om hvordan de skal håndtere Henry. Claires minder om Ethan og befrielse af Rousseau og hendes datter, vender tilbage. |         |                                |                   |                                         |                          |                    |
| 40 | 16      | "The Whole Truth"              | Karen Gaviola     | Elizabeth Sarnoff & Christina M. Kim    | Sun                      | 22. marts 2006     |
| Ana Lucia, Sayid og Charlie leder efter Henrys ballon. Sun opdager at hun er gravid. I flashbacks opdager hun at Jin ikke kan få børn. |         |                                |                   |                                         |                          |                    |
| 41 | 17      | "Lockdown"                     | Stephen Williams  | Carlton Cuse & Damon Lindelof           | Locke                    | 29. marts 2006     |
| The Swan spærrer Locke inde, og tvinges til at bede Henry om hjælp til at indtaste tallene i computeren. Ana Lucia, Sayid og Charlie vender tilbage og afslører at "Henry Gale" lyver and at han er en af The Others. I flashbacks ses Locke og Helens problemer eskalere fordi han ikke kan håndtere problemerne med sin far. |         |                                |                   |                                         |                          |                    |
| 42 | 18      | "Dave"                         | Jack Bender       | Edward Kitsis & Adam Horowitz           | Hurley                   | 5. april 2006      |
| Hurley jagter sin gamle imaginære ven ind i junglen, og hans forhold til Libby udvikler sig. Locke stiller spørgsmålstegn ved hans engagement til Lugen, efter at Henry siger, at han aldrig indtastede tallene. Hurley husker tilbage på sin tid på mentalklinikken. Det vises gennem et flashback, at Libby også var indlagt på klinikken. |         |                                |                   |                                         |                          |                    |
| 43 | 19      | "S.O.S."                       | Eric Laneuville   | Steven Maeda & Leonard Dick             | Rose & Bernard           | 12. april 2006     |
| Bernard forsøger at lave et S.O.S.-signal, men stopper da Rose fortæller ham at hun vil blive på øen, da hun tror at den har kureret hendes kræft. Den romantiske gnist mellem Jack og Kate genantændes. Lockes tro på øen forringes yderligere. I flashbacks fejrer Rose og Bernard deres hvedebrødsdage i Australien. |         |                                |                   |                                         |                          |                    |
| 44 | 20      | "Two for the Road"             | Paul Edwards      | Elizabeth Sarnoff & Christina M. Kim    | Ana Lucia                | 3. maj 2006        |
| Michael vender tilbage og fortæller, at De Andre er stort set forsvarsløse. Ana Lucia prøver at få Henry til at fortælle sandheden. Hurlye tager Libby med på en overraskelsesdate. I lugen skyder Michael Ana Lucia og Libby, mens han løslader Henry. I flashbacks arbejder Ana Lucia som bodyguard for Jacks far i Australien. |         |                                |                   |                                         |                          |                    |
| 45 | 21      | "?"                            | Deran Sarafian    | Damon Lindelof & Carlton Cuse           | Mr. Eko                  | 10. maj 2006       |
| Mr. Eko og Locke finder endnu en Dharma-station, der holder øje med de andre stationer ved hjælp af videoovervågning. I flashbacks undersøger Eko et mirakel som præst i Australien. |         |                                |                   |                                         |                          |                    |
| 46 | 22      | "Three Minutes"                | Stephen Williams  | Edward Kitsis & Adam Horowitz           | Michael                  | 17. maj 2006       |
| Michael overbeviser Jack, Kate, Sawyer og Hurley til at hjælpe med ham at befrie Walt. Ved Ana Lucia og Libbys dobbeltbegravelse fortæller Sayid Jack, at han er bekymret for, at Michael er kommet over på De Andres side. Flashbacks afslører Michaels tid som fange hos De Andre, under hvilken han indgik en aftale med dem om at løslade Henry og bytte Jack, Kate, Sawyer og Hurley for Walt. |         |                                |                   |                                         |                          |                    |
| 47 | 23      | "Live Together, Die Alone"     | Jack Bender       | Carlton Cuse & Damon Lindelof           | Desmond                  | 24. maj 2006       |
| Michael fører Jack, Kate, Sawyer og Hurley til De Andre. Henry, der fremstår som De Andres leder, løslader Hurley, tager Jack, Kate og Sawyer som fanger, og tillader Michael og Walt at forlade øen. Desmond vender tilbage, og det går op for ham at han var skyld i Flight 815's styrt da han indtastede tallene i computeren for sent. Locke stopper med at indtaste tallene og lukker ham selv, Mr. Eko og Desmond inde i lugen, der imploderer. I flashbacks strander Desmond på øen og bor i lugen med en mand, der hedder Kelvin, og som han ved et uheld slår ihjel. Dobbeltepisode. |         |                                |                   |                                         |                          |                    |

## Fodnoter
1. ↑  23 er det officielle antal. På dvd-udgivelsen er der 24 afsnit, fordi finalen er seperet i to dele.
2. ↑  Fordis, Jeff, (22. januar 2007) "The Life of One of "The Others" Rests in Jack's Hands, on the Return of ABC's Lost Arkiveret 27. september 2007 hos  Wayback Machine," ABC Medianet. Hentet 7. september 2007.
3. ↑  Aurthur, Kate, (25. maj 2006) "Dickens, Challah and That Mysterious Island," The New York Times. Hentet 9. september 2007.
4. ↑  "Lost: The Complete Second Season". Amazon.com. Hentet 2007-09-22.
5. ↑  Lindelof, Damon (2006) "Lost Producers Arkiveret 4. november 2014 hos  Wayback Machine," ABC Medianet. Hentet 7. september 2007.
6. ↑  Bain, Emily, (20. oktober 2004) "Viewers Get Lost in Popular New ABC Show Arkiveret 17. april 2008 hos  Wayback Machine," The Tufts Daily. Hentet 9. september 2007.
7. ↑  Lost: 
"Exodus: Part 2 & 3" (Sæson 1, afsnit 24). Manuskript af Damon Lindelof & Carlton Cuse.  Broadcasted første gang på American Broadcasting Company den TBA.
8. ↑  Garcia, Jorge (Marts 2006) "We Want Answers! Arkiveret 15. februar 2008 hos  Wayback Machine," Maxim. Hentet 9. september 2007.
9. ↑  Michael Ausiello, (3. maj 2006) "Why Did Lost Kill Ana Lucia? Lindelof/Cuse Tell All! Arkiveret 23. oktober 2008 hos  Wayback Machine," TV Guide. Hentet 19. oktober 2007.
10. ↑  Yoon, Cindy, (23. juni 2005) "Interview with Daniel Dae Kim Arkiveret 30. juni 2009 hos  Wayback Machine," AsiaSource. Hentet 19. oktober 2007.
11. ↑  Twair, Pat McDonnell, (April 2005) "ABC-TV's Hit Series, Lost, Features Sayid, a Sensitive, Appealing Iraqi," Brittanica. Hentet 9. september 2007.
12. ↑  Michael Ausiello, (10. maj 2006) "Why Lost Killed Libby Arkiveret 13. maj 2008 hos  Wayback Machine," TV Guide. Hentet 30. august 2007.
13. ↑  Green, Graeme, (30. august 2006) "60 Seconds: Adewale Akinnuoye-Agbaje Arkiveret 13. januar 2008 hos  Wayback Machine," Metro. Hentet 19. oktober 2007.
14. ↑  Disney (Oktober, 2006) "Claire Littleton (Webside ikke længere tilgængelig)," American Broadcasting Company. Hentet 9. september 2007.
15. ↑  Keck, William, (24. maj 2006) "A Father and Child Reunion?," USA Today. Hentet 19. oktober 2007.
16. ↑  Oliver, (8. marts 2006) "Lost's Tail Spin Arkiveret 29. oktober 2006 hos  Wayback Machine," News Limited. Hentet 19. oktober 2007.
17. ↑  MacEachern, Daniel, (11. oktober 2005) "The Petty Details of So-and-So's Life Arkiveret 9. januar 2008 hos  Wayback Machine," Television Without Pity. Hentet 19. oktober 2007.
18. ↑  Lachonis, Jon, (25. april 2007) "Lost's Dr. Marvin Candle, Francois Chau, Reveals All!," BuddyTV. Hentet 19. oktober 2007.
19. ↑  Conan O'Brien, (6. juli 2006) "The 58th Primetime Emmy Awards and Creative Arts Emmys Nominations Arkiveret 3. november 2006 hos  Wayback Machine," Academy of Television Arts & Sciences. Hentet 5. oktober 2007.
20. ↑  Mesger, Robin, (27. august 2006) "58th Primetime Emmy Winners Arkiveret 19. marts 2009 hos  Wayback Machine," Academy of Television Arts & Sciences. Hentet 6. oktober 2007.
21. ↑  Russell, Michael, (15. januar 2007) 2007 Golden Globe Awards Nominations & Winners," Hollywood Foreign Press Association. Hentet 6. oktober 2007.
22. ↑  Arnold, Thomas K., (14. september 2007) "Lost 2 Finds Way to Top of DVD Sales," The Hollywood Reporter. Hentet 7. oktober 2007.
23. ↑  Dahl, Oscar, (14. september 2007) "Lost Season 2 DVD Tops Charts," BuddyTV. Hentet 7. oktober 2007.
24. ↑  "The Customers' Favorites: Top 100 DVD Bestsellers," Amazon.com. Hentet 7. oktober 2007.
25. ↑  Wilkes, Neil, (23. september 2005) "US Ratings: Lost Premiere Draws 23 Million," Digital Spy. Hentet 6. oktober 2007.
26. ↑  Nielsen Media Research, (26. maj 2006) "2005–06 Primetime Wrap," The Hollywood Reporter. Hentet 6. oktober 2007.
27. ↑  If. email fra SBS.
28. ↑  Lost: The Complete Second Season – The Extended Experience, Buena Vista Home Entertainment. 5. september 2006. Back cover.